# کازو هونما
کازو هونما (انگلیسی: Kazuo Honma؛ زادهٔ ۱۷ مارس ۱۹۸۰) بازیکن فوتبال اهل ژاپن است.
از باشگاه‌هایی که در آن بازی کرده‌است می‌توان به باشگاه ورزشی واشاش و باشگاه فوتبال فرنتس‌واروش اشاره کرد.